# جانکارلو ماگالی
جانکارلو ماگالی (ایتالیایی: Giancarlo Magalli؛ زادهٔ ۵ ژوئیهٔ ۱۹۴۷) مجری تلویزیون، فیلم‌نامه‌نویس، و بازیگر اهل ایتالیا است.
از فیلم‌ها یا برنامه‌های تلویزیونی که وی در آن نقش داشته است، می‌توان به سلام مریخی، شیرین‌بیان و معضل بزرگ اشاره کرد.